# コザ・モストラ
コザ・モストラ（ギリシャ語:Κόζα Μόστρα / Koza Mostra）は、ギリシャを拠点とする音楽バンドである。アガソナス・ヤコヴィディスとの共作「Alcohol Is Free」が、2013年のユーロビジョン・ソング・コンテストのギリシャ代表選考で優勝を果たし、代表に選出された。2013年5月にスウェーデンのマルメで開催されるユーロビジョン・ソング・コンテスト2013にてギリシャ代表として同曲を披露する。

## アルバム
- 2013年: Keep Up The Rhythm [3]

## シングル
- 2012 – "Me Trela"
- 2012 – "Desire"
- 2012 – "Tora/Me Trela" (MAD Video Music Awards 2012) (feat. Dimos Anastasiadis)
- 2013 – "Alcohol Is Free" (feat. Agathonas Iakovidis )